# 알렉산드로스 2세 (마케도니아)

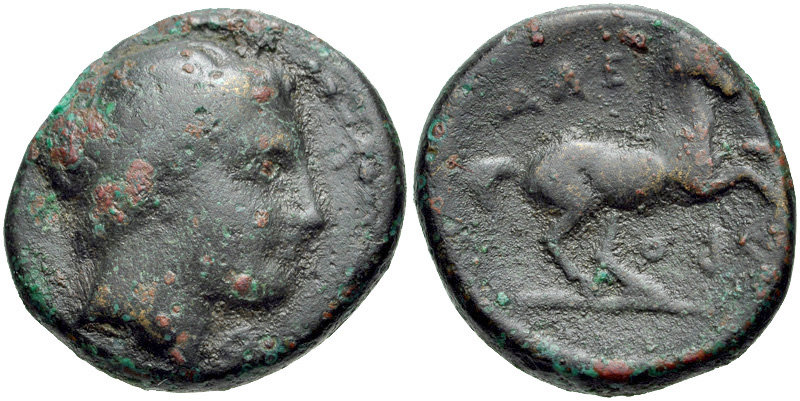

알렉산드로스 2세(Ἀλέξανδρος Β΄)는 고대 마케도니아 왕국의 왕(재위:370 BC – 369 BC)으로, 부왕 아민타스 2세를 계승하였다. 그는 아민타스와 에우리디케의 세 아들 가운데 장남이었다.
알렉산드로스는 다수의 지지를 얻고 있었으나, 즉위 당시에 유아였다. 이것이 문제가 되어 주변국들이 마케도니아에 전쟁을 일으켰다. 당시 마케도니아 왕국은 북서부에서는 일리리아인들의 침략을 받고, 동쪽에서는 파우사니아스를 참칭하는 자가 침략하였다. 파우사니아스는 이내 여러 도시를 불태우고 알렉산드로스 2세의 형제들과 펠라의 궁전에 있던 모후를 생포하였다. 아테나이 장수 이피크라테스가 마케도니아 해안을 따라 항해하며 암피폴리스를 재탈환하는 길에 그를 도와 왕은 적들을 물리쳤다.
알레우아다이 가문의 요청을 받고 알렉산드로스는 테살리아의 내전에 개입하였다. 그는 라리사와 여러 도시를 장악하였으나, 당초 약속을 깨고 이곳에 수비대를 주둔시켰다. 이 조치로 당시 그리스의 패권 국가였던 테바이는 적대적인 반응으로 나오게 된다. 테바이 장군 펠로피다스는 테살리아에서 마케도니아인들을 몰아내었다.
알렉산드로스의 처남인 알로로스의 프톨레마이오스를 지지하여 임금을 제압하였으며, 알렉산드로스로 하여금 테바이 편에 서서 아테나이와 동맹을 끊도록 강요하였다. 새로운 동맹을 맺으면서 알렉산드로스는 동생 필리포스를 비롯한 인질을 보내야 했다. 알렉산드로스는 프톨레마이오스의 선동으로 축제 중에 살해당하였다.
알렉산드로스의 형제인 페르디카스 3세가 다음 왕위에 올랐으나, 나이가 너무 어려 프톨레마이오스가 섭정으로 임명되었다.